# Hudson Bend
Hudson Bend ist ein Census-designated place (CDP) im Travis County, Texas in den Vereinigten Staaten. Das U.S. Census Bureau hat bei der Volkszählung 2020 eine Einwohnerzahl von 4.005 ermittelt.

## Geographie
Dem United States Census Bureau zufolge hat der CDP eine Gesamtfläche von 17,3 km2, wovon 7 km2 Wasserfläche ist.

## Demografie
Laut der Volkszählung aus dem Jahre 2000 gab es 1065 Haushalte und 614 Familien, die in Hudson Bend ansässig waren. Der Median des Einkommen je Haushalt lag bei US$ 61.406, der Median des Einkommens einer Familie bei US$ 77.463. Das Pro-Kopf-Einkommen liegt bei 37.560 US-Dollar. 3,5 % der Einwohner und 1,5 % der Familien leben unterhalb der Armutsgrenze.
Von den 1065 Haushalten hatten 25,5 % Kinder unter 18 Jahre, die im Haushalt lebten. 47,7 % davon waren verheiratete, zusammenlebende Paare. 6,2 % waren allein erziehende Mütter und 42,3 % waren keine Familien. 32,3 % aller Haushalte waren Singlehaushalte und in 5,1 % lebten Menschen, die 65 Jahre oder älter waren. Die Durchschnittshaushaltsgröße betrug 2,22 und die durchschnittliche Größe einer Familie belief sich auf 2,82 Personen. Das Durchschnittsalter beträgt 42 Jahre (Stand: 2000).

## Belege
1. ↑  Explore Census Data Total Population in Hudson Bend CDP, Texas. Abgerufen am 8. März 2023.